# جان رابرتس
جان گلور رابرتس جونیور (به انگلیسی: John Glover Roberts, Jr) (زادهٔ ۲۷ ژانویهٔ ۱۹۵۵ در بوفالو، نیویورک)، هفدهمین قاضی ارشد ایالات متحده آمریکا است. او توسط رئیس‌جمهور جورج دبلیو بوش نامزد این سمت شد و عالی‌ترین مقام قضایی در نظام قضایی فدرال به‌شمار می‌رود
او در شمال ایندیانا بزرگ شد. در دانشگاه هاروارد، تاریخ خواند و سپس وارد مدرسهٔ حقوق دانشگاه هاروارد شد و از آنجا فارغ التحصیل شد.

## سوابق کاری
او در دولت ریگان در دفتر دادستان کل مشغول به کار بود و در دولت بوش پدر قائم مقامی سلیسیتر کل ایالات متحده را در وزارت دادگستری بر عهده داشت. 

دیدار رابرتس با رئیس جمهور ریگان در دفتر بیضی

پس از پایان دولت بوش پدر، او به مدت ۱۴ سال یک وکیل خصوصی بود.
در سال ۲۰۰۱ او توسط بوش پسر برای قضاوت در دادگاه استیناف حوزه ناحیه کلمبیای ایالات متحده آمریکا نامزد شد. او در مه ۲۰۰۳ توسط سنا تأیید شد. طول دو سال قضاوت در ناحیه کلمبیا، رابرتز ۴۹ نظر را نوشت و در دو مورد نظر مخالف با سایر قضات داشت و سه نظر مخالف را نیز خودش نوشت.
دو سال بعد هنگامی که قاضی دستیار دیوان عالی سندرا دی اوکانر اعلام بازنشستگی کرد، بوش، رابرتس را نامزد جایگزینی او کرد اما قبل از جلسه تأیید او در سنا، قاضی ارشد ایالات متحده آمریکا ویلیام رنکویست درگذشت و بوش تصمیم گرفت که رابرتس را به جای قاضی دستیار به عنوان قاضی ارشد نامزد کند. 

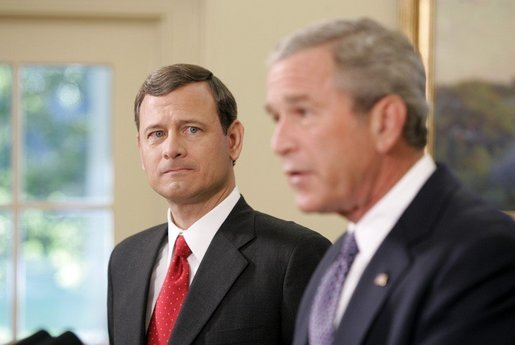
رئیس جمهور بوش، رابرتس را به عنوان نامزد قاضی ارشد معرفی می‌کند

او پس از تایید با رأی ۱۳-۵ کمیته قضایی سنا و رأی ۷۸-۲۲ سنا در روز ۲۹ سپتامبر ۲۰۰۵ رسما به عنوان هفدهمین قاضی ارشد ایالات متحده آمریکا سوگند یاد کرد.